# Roseraie municipale de San José
La  roseraie municipale de San José (San Jose Municipal Rose Garden) est une roseraie située à San José, grande ville du sud de la Californie (États-Unis).
D'une superficie de 5,5 acres, elle se trouve à l'intersection de Naglee Avenue et Dana Avenue, dans le quartier de Rose Garden. Elle est ouverte au public, gratuitement, tous les jours.
Le jardin était autrefois un verger de pruniers, avant d'être acheté par la commune de San José  en 1927 ; il est maintenant exclusivement consacré aux rosiers.
Il comprend plus de 3 500 plants de rosiers, représentant 189 cultivars.
L'AARS a nommé la roseraie municipale de San José comme l'« America's Best Rose Garden » (meilleure roseraie d'Amérique) en 2010, année de la première compétition nationale de ce titre.